# America’s Cup

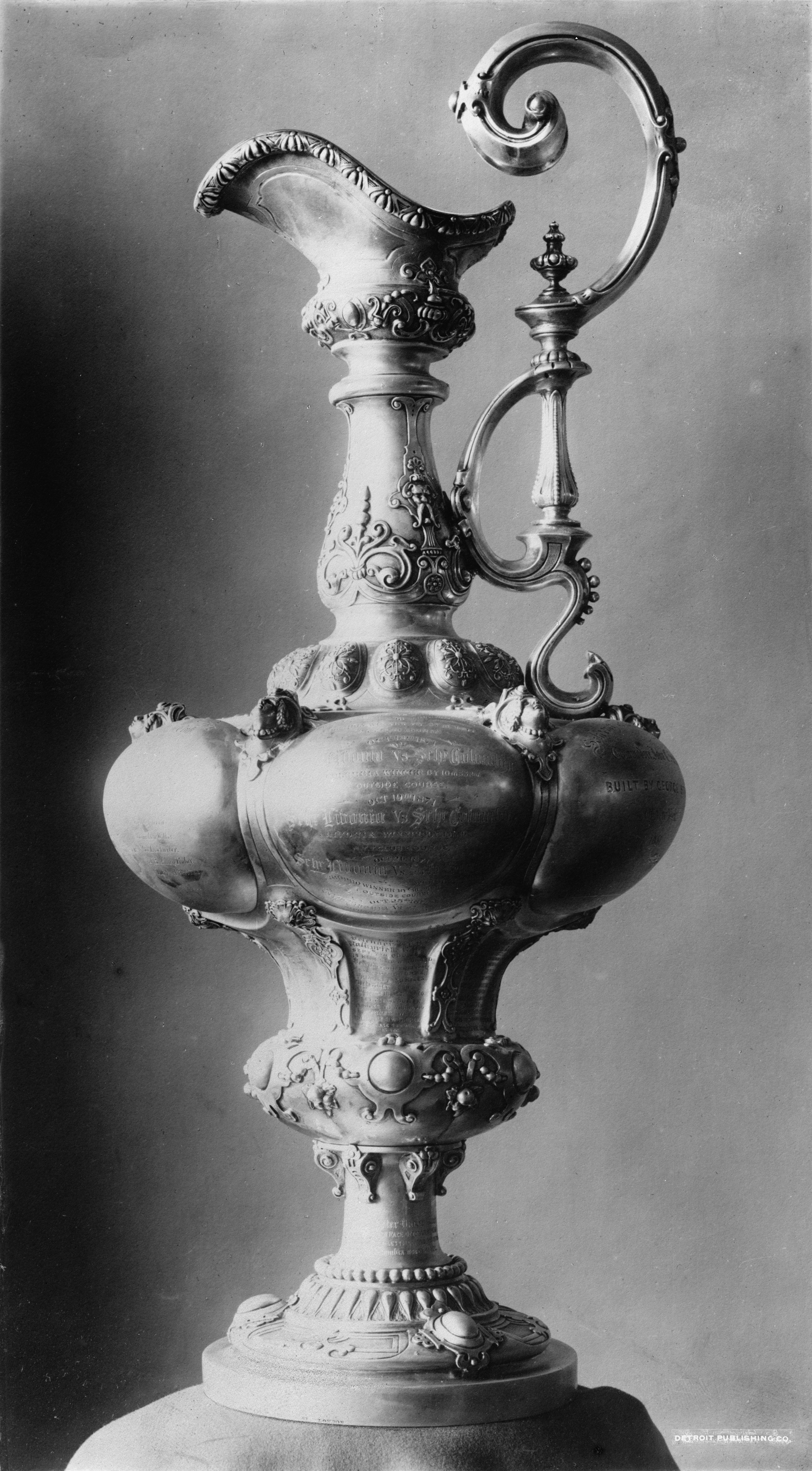
America’s Cup (Wanderpokal)

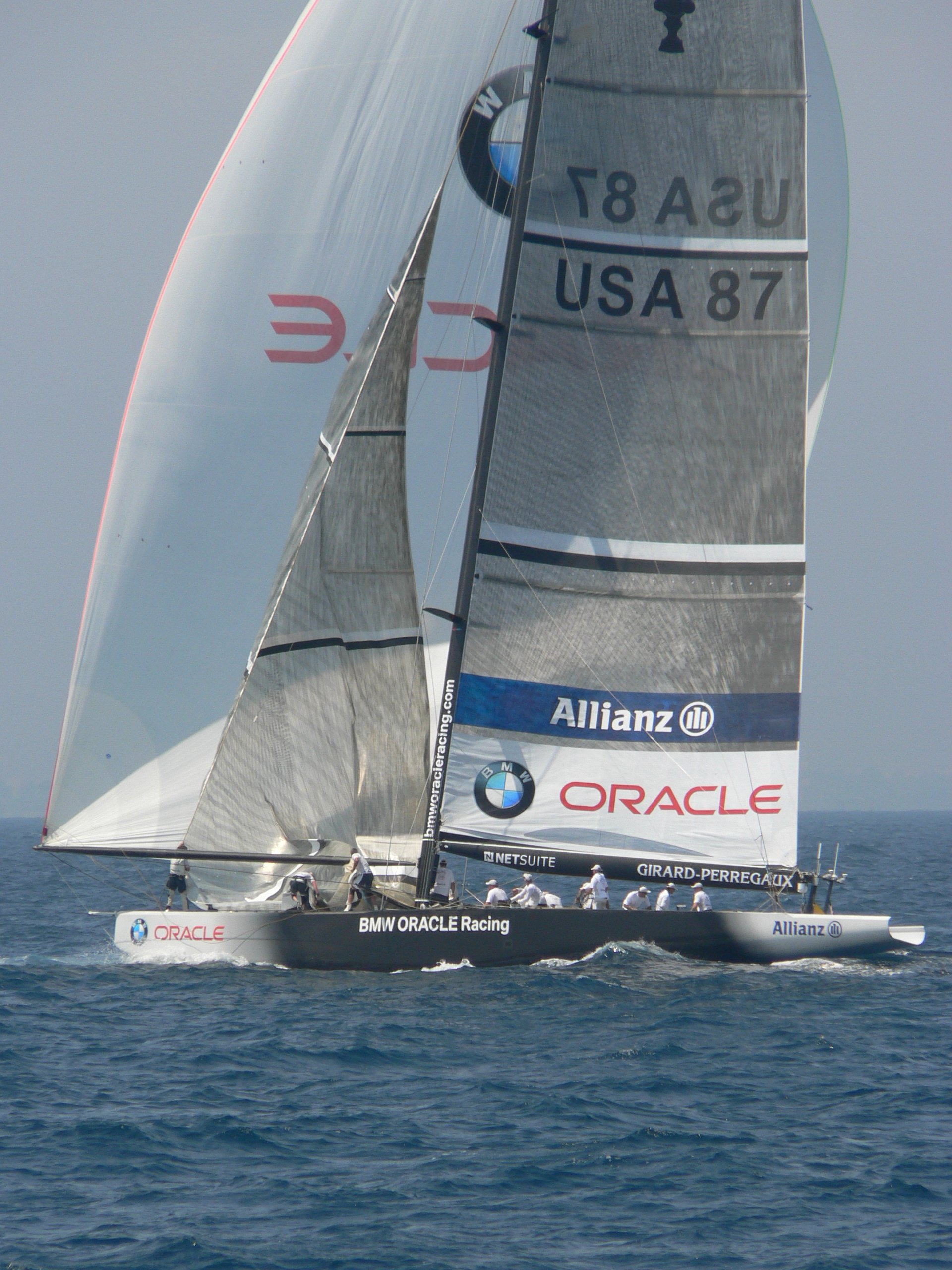
USA 87, die Yacht der Mannschaft BMW Oracle Racing (2006)

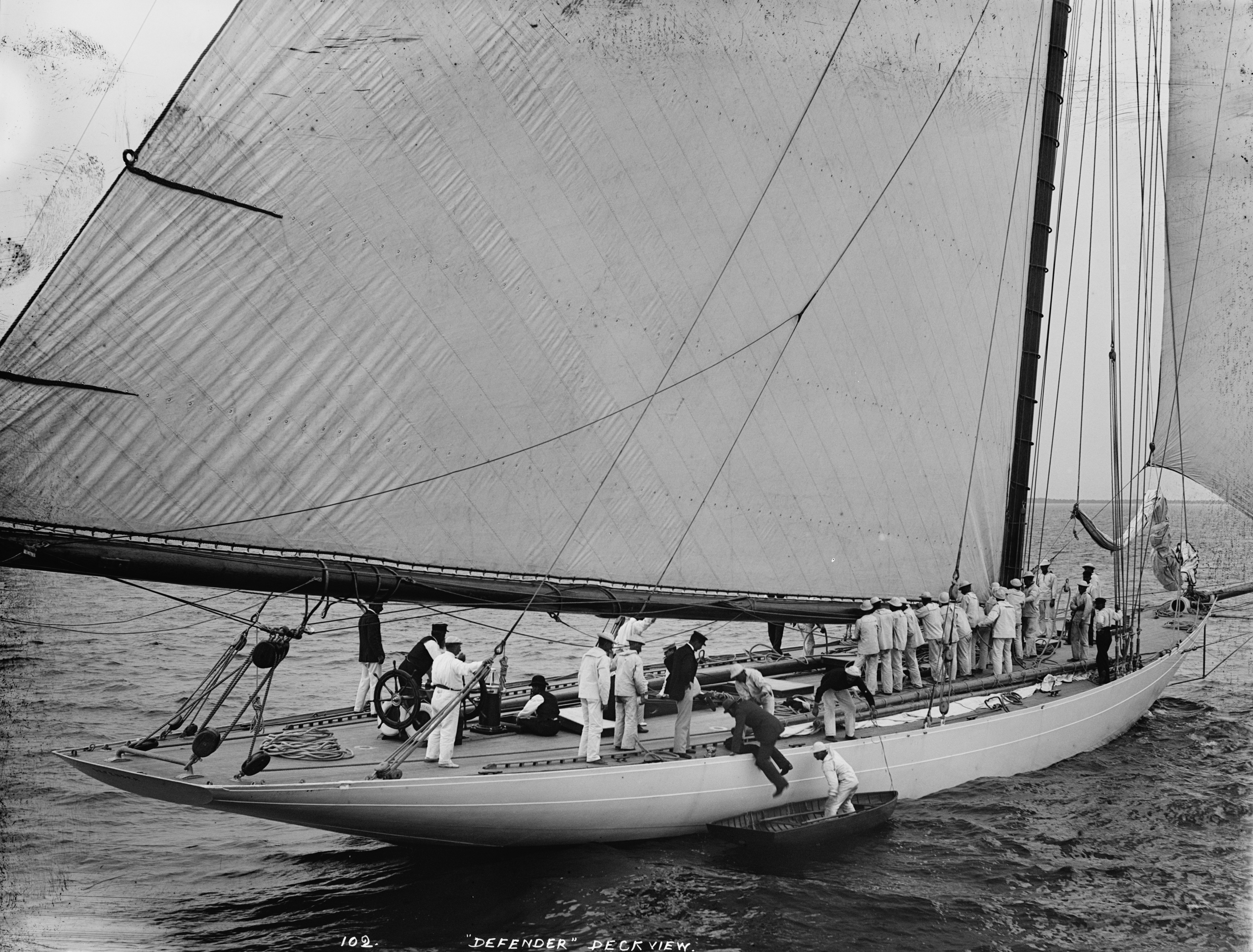
Defender, Gewinner 1895

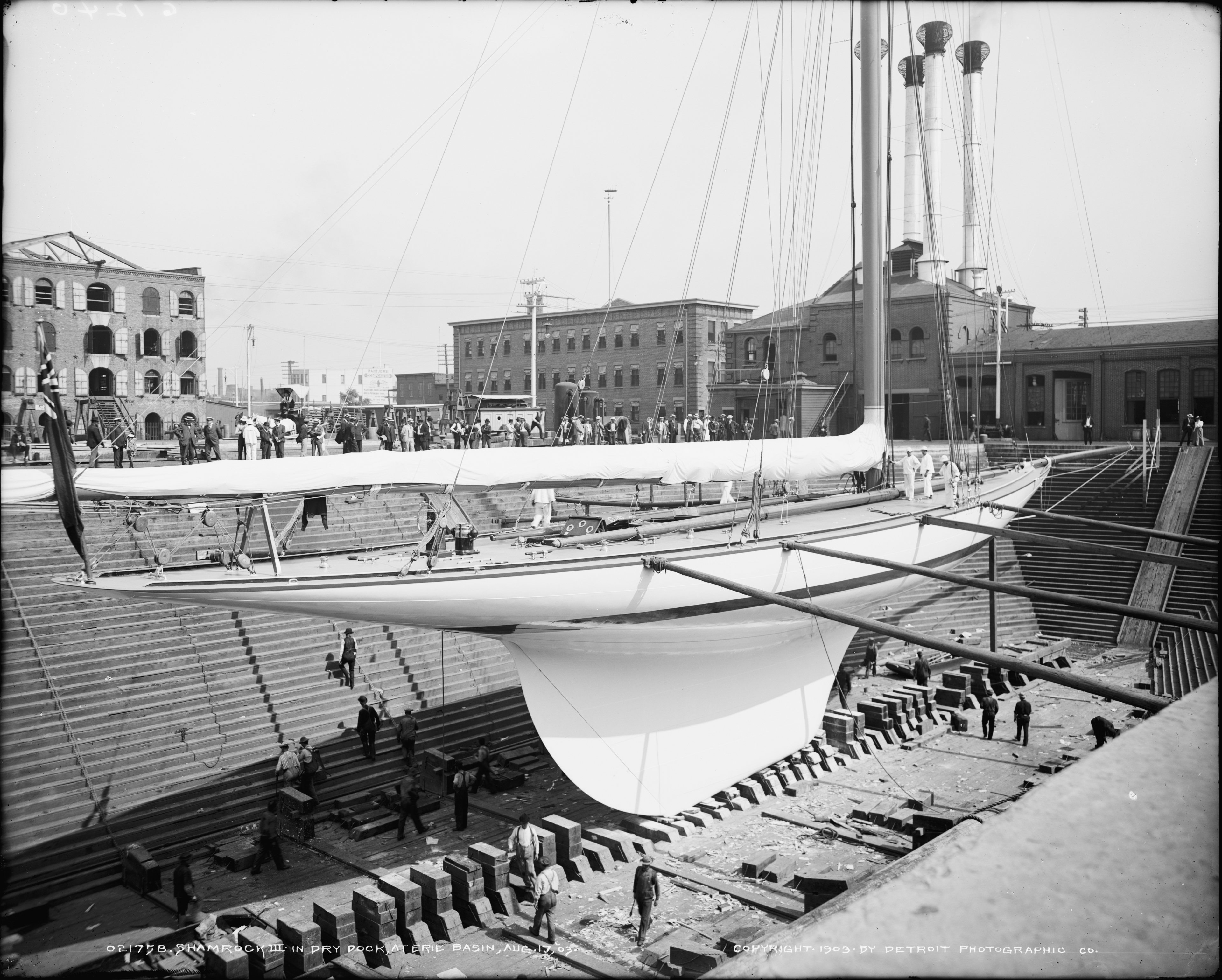
Die „Shamrock III“ (GBR), im Trockendock während des America’s Cup 1903

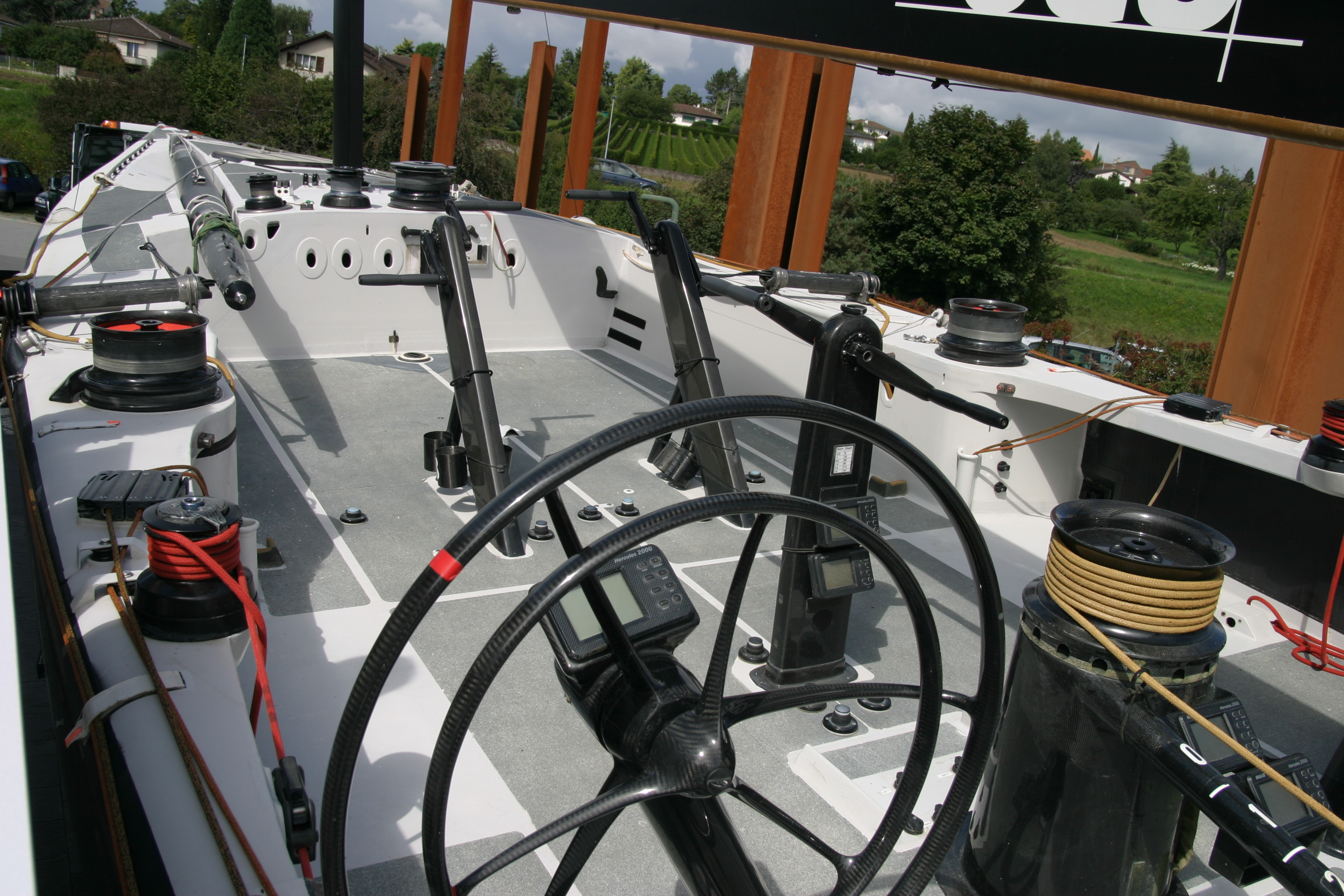
Plicht und Vorschiff der Alinghi

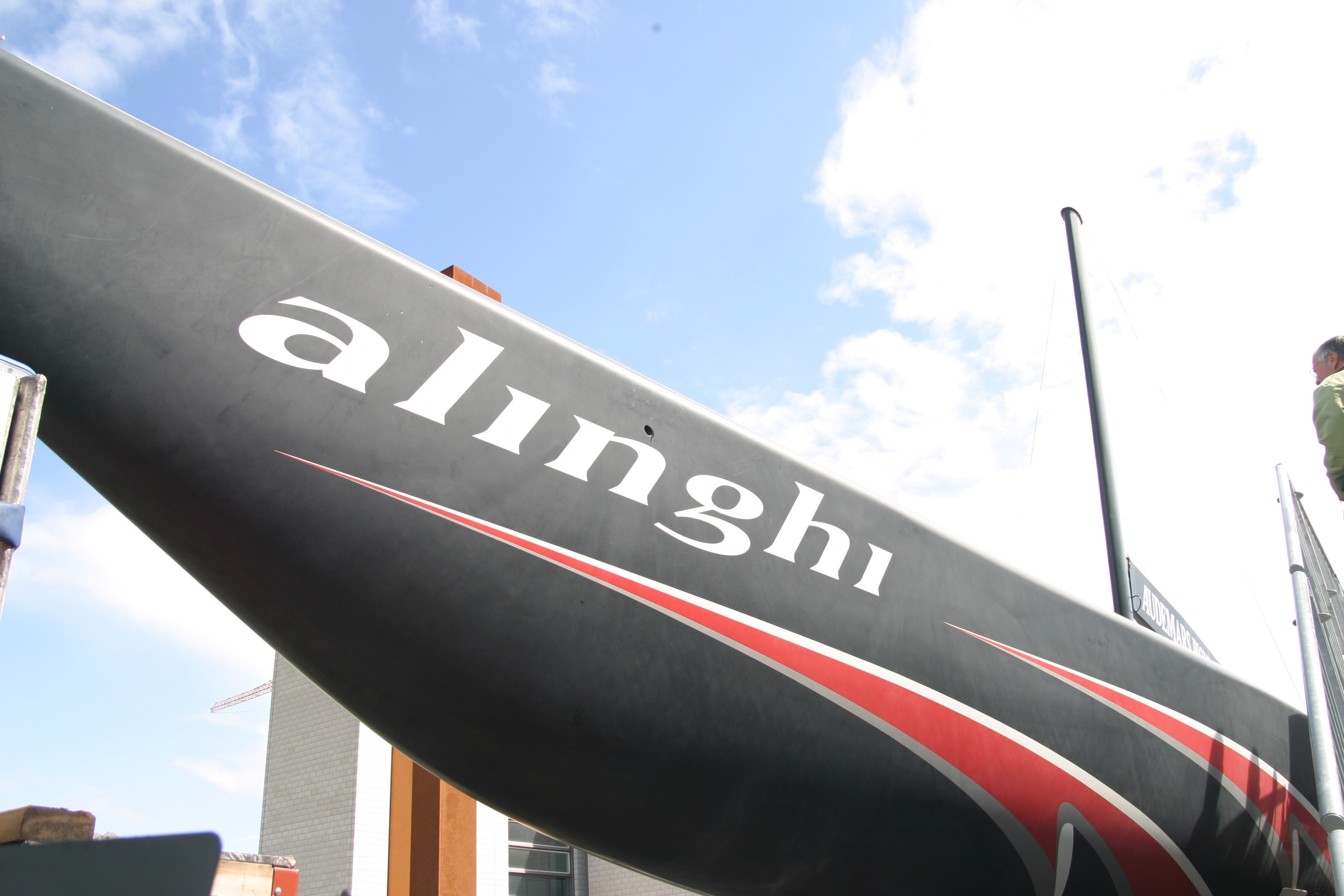
Rumpf der Alinghi (2006)

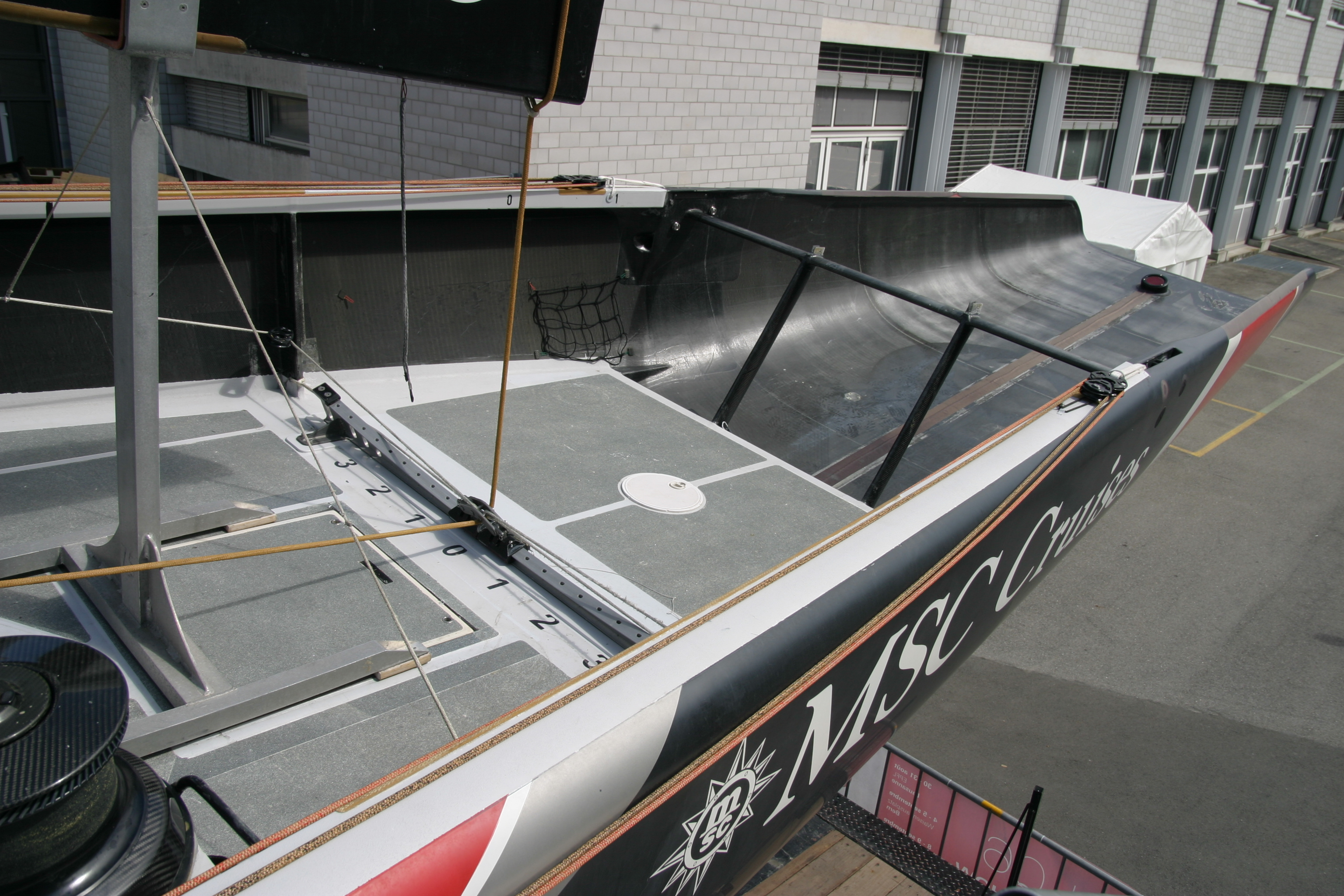
Heck der Alinghi

Der America’s Cup ist die älteste noch heute ausgetragene Segelregatta. Der Preis ist ein Wanderpokal und hat seinen Ursprung in einer Regatta rund um die britische Insel Isle of Wight im Jahre 1851. Er ist benannt nach seiner erstmaligen Gewinnerin, der Yacht America des New York Yacht Club (NYYC).
Um den America’s Cup treten die Boote zweier Yachtclubs – Verteidiger und Herausforderer – in mehreren Wettfahrten gegeneinander an. Die Yacht, die eine vorher festgelegte Anzahl von Wettfahrten gewinnt, gewinnt den Cup. Laut der Stiftungsurkunde bestimmt der Verteidiger das Segelrevier. Die Stiftungsurkunde sieht vor, dass Verteidiger und Herausforderer innerhalb gewisser Grenzen Vereinbarungen über die Regeln treffen können, z. B. was die Anzahl der Wettfahrten betrifft.
Von der ersten Verteidigung 1870 bis zur 20. Regatta im Jahr 1967 gab es jeweils nur einen Herausforderer. Im Jahr 1970 gab es erstmals mehrere Herausforderer, so dass der veranstaltende New York Yacht Club sich einverstanden erklärte, den offiziellen Herausforderer durch eine Vorausscheidung zu ermitteln. Zwischen 1983 und 2007 bis zum zeitweiligen Rückzug des Sponsors Louis Vuitton und ab 2013 erneut wurde der Herausforderer durch den Louis Vuitton Cup ermittelt. Schon die Teilnahme am Louis Vuitton Cup setzte großes finanzielles Engagement voraus: die Budgets der High-Tech-Yachten betrugen teilweise über 100 Mio. Dollar. Die Yachten mussten im Land des angemeldeten Teams gebaut werden. Wesentliche Neuerungen ergaben sich 2010 – hier segelten das erste Mal sowohl Verteidiger wie Herausforderer mit einem Mehrrumpfboot – und 2013, als Katamarane vereinbart wurden und die teilnehmenden „Tragflügelkatamarane“ über 40 Knoten (75 km/h) schnell segelten. Für 2017 wurden die Boote „AC50F Katamaran“ von ehemals 72 Fuß (fast 22 m) auf 50 ft (gut 15 m) verkürzt, blieben 24 m hoch und wurden im Training erstmals 50 kn (92 km/h) schnell. Erfolgreicher Cupverteidiger 2024 war der neuseeländische Klub Royal New Zealand Yacht Squadron, der 2017 den Cup gewonnen und ihn 2021 verteidigt hatte.

## Geschichte

### Der America’s Cup 1851 bis 1980
Bereits im Jahr 1851 fand in London mit der Great Exhibition die erste Weltausstellung statt, eine Messe, bei der jedes Land seine besten Produkte vorführen sollte. Für die Engländer war das Anlass, die US-Amerikaner dazu einzuladen, mit einer Yacht nach England zu kommen und sich in einer Regatta mit ihnen zu messen. Ein amerikanischer Yachtclub nahm die Herausforderung an und gab den Bau eines Schoners (Zweimasters) in Auftrag.
Die Regatta wurde am 22. August 1851 vor der britischen Isle of Wight, zunächst unter dem Namen 100 Sovereign Cup, ausgetragen und von dem US-amerikanischen Schoner America des New York Yacht Club (NYYC) gewonnen. Der etwa 30 Meter (93 Fuß) lange Zweimaster passierte um 20:37 Uhr die Ziellinie vor 15 britischen Teilnehmern des Clubs Royal Yacht Squadron mit 20 Minuten Vorsprung. Die America wurde als Siegerin dieser Regatta zur Namensgeberin des 1870 erstmals unter diesem Namen ausgetragenen America’s Cup. Den Pokal, den das erfolgreiche Syndikat erhielt, übergab es dem New York Yacht Club mit der Auflage, dass der Pokal von anderen Yachtclubs, die aus anderen Nationen stammen müssen, herausgefordert werden könne. Dies geschah mit einer Stiftungsurkunde, dem so genannten Deed of Gift. Der Passus, dass es ein Kampf zwischen befreundeten Nationen sein sollte, sorgte insbesondere beim AC 2003 für Irritationen. Insbesondere Alinghi (Schweiz) und BMW Oracle Racing (USA) traten mit multi-nationalen Teams an. Die Teammitglieder verlegten ihren Wohnsitz in das jeweilige Land, um mit dem Deed of Gift konform zu gehen. Mittlerweile sind internationale Teams erlaubt.
Die Amerikaner verteidigten den Pokal in einer unvergleichlichen Siegesserie 132 Jahre lang (von 1851 bis 1983) bei 25 unregelmäßig stattfindenden Wettbewerben.
Einer der Großen in den frühen Jahren des America’s Cup war der schottische Unternehmer Thomas Lipton (Lipton Tee). Zwischen 1899 und 1930 forderte er die Amerikaner fünfmal mit seinen Yachten (Shamrock I bis Shamrock V) heraus, unterlag aber jedes Mal. Dafür erhielt er einen speziell für ihn geschaffenen Pokal für den „besten aller Verlierer“. Seglerisch war Lipton zwar nicht erfolgreich, aber er steigerte den Bekanntheitsgrad seiner Tee-Marke in den USA. So wurde er quasi zum Vorreiter des Sportmarketings.
In den 1930er Jahren trat der aus einer amerikanischen Eisenbahndynastie stammende Harold S. Vanderbilt dreimal als Skipper erfolgreich an (1930, 1934 und 1937). In dieser Zeit wurde der Cup mit den sehr langen (etwa 41 m) J-Klasse-Yachten ausgetragen.
Nach dem Zweiten Weltkrieg, ab 1958, wurden die J-Klasse-Yachten durch die kleineren 12-Meter-Klasse-Yachten abgelöst. Die Konstruktion dieser Boote orientierte sich an einer Formel, die 12 m als Ergebnis hatte. Die Länge der Yachten betrug etwa 20 m, also etwa die Hälfte der J-Klasse-Yachten.
Die Siegesserie der Amerikaner setzte sich nach dem Zweiten Weltkrieg noch über acht weitere Regatten bis einschließlich 1980 fort.

### Der America’s Cup zwischen 1980 und 1990
Dreimal (1974, 1977 und 1980) engagierte sich der umstrittene australische Geschäftsmann Alan Bond erfolglos im America’s Cup. Schließlich nahm er 1983 ein viertes Mal teil, und mit der von John Bertrand gesteuerten Australia II gewann am 26. September 1983 nach 132 Jahren erstmals ein nicht-amerikanisches Team. Die Australier schlugen dabei den legendären amerikanischen Skipper Dennis Conner (Conner gewann den Cup vier Mal bei neun Teilnahmen). Mit ausschlaggebend war das höhere Geschwindigkeitspotenzial der Australia II, die sich durch einen innovativen „Flügelkiel“ auszeichnete. Der Kiel wurde unter der Leitung von Ben Lexcen in Australien entwickelt; unter anderem war an der Entwicklung auch das Deutsche Zentrum für Luft- und Raumfahrt beteiligt.
Vor der Pokalübergabe mussten Handwerker zum Einsatz kommen, da der Pokal in einer Vitrine in den Räumen des New York Yacht Club (NYYC) vor Jahrzehnten festgeschraubt worden war.
Schon beim nächsten Cup 1987 in Fremantle vor Australien holte Dennis Conner den Pokal mit der Yacht Stars & Stripes (US-55) zurück in die USA. Die Amerikaner gewannen alle 4 Rennen gegen die Yacht Kookaburra III (KA-15) mit Peter Gilmour als Skipper.
Ein Jahr später folgte 1988 das legendäre „ungleiche Duell“ (Mis-Match): Neuseeland forderte Conner heraus mit einer riesigen 36 m langen Yacht, der KZ1, doch der trickreiche Dennis Conner verteidigte den Cup mit einem Katamaran (Zweirumpfboot). Im Anschluss warfen sich beide Parteien vor Gericht Regelbruch vor, aber in letzter Instanz behielt Conner den Pokal, obwohl es in den Anfangszeiten – gegen den französischen Herausforderer Baron Marcel Bich – auch schon auf Seiten des verteidigenden NYYC „Präzedenzregeldehnungen“ gegeben hatte.

### Der America’s Cup seit 1992
Diese Überdehnungen des Reglements waren Grund genug, eine neue Yacht-Klasse festzuschreiben. Seit 1992 wurde der Cup nur noch mit Booten der „International America’s Cup Class“ (IACC) ausgetragen. Diese müssen in einem vorgegebenen Rahmen aus Länge, Gewicht (max. 24 Tonnen), Breite (max. 4,5 m), Tiefgang (max. 4,1 m), Segelfläche etc. konstruiert werden und ähneln sich daher. Die Länge, die Segelfläche und die Verdrängung müssen einer Formel genügen, die zu Bootslängen zwischen 20 und 28 m führt. Eine IACC-Yacht hat 17 Besatzungsmitglieder sowie einen Gast, somit maximal 18 Personen an Bord. Die Segelnummern werden fortlaufend, ohne Berücksichtigung der Nationalität der Yacht vergeben.
| Typische Maße einer IACC-Yacht |                      |
| Länge über alles               | 26 Meter             |
| Breite                         | 4,50 Meter           |
| Tiefgang                       | 4,10 Meter           |
| Masthöhe                       | 33 Meter             |
| Segelfläche am Wind            | 320 Quadratmeter     |
| davon Großsegel                | 215 Quadratmeter     |
| Spinnaker                      | 160 % d. Segelfläche |
| Gesamtgewicht                  | max. 24 Tonnen       |
| Kielballast                    | 19 Tonnen            |
| Crewgröße                      | 17 Personen + 1 Gast |

Nachdem 1995 und 2000 das Team Neuseeland mit dem Skipper Russell Coutts zweimal gewonnen hatte und den Pazifikstaat in einen kollektiven Freudentaumel versetzte, unterlag es 2003 gegen die schweizerische Alinghi – erstmals holte damit ein europäisches Syndikat den Cup, dazu noch eines aus einem Binnenstaat. Pikanterweise hatten die Schweizer dazu den zuvor schon für Neuseeland erfolgreichen Skipper Russell Coutts abgeworben.

### Der 31. America’s Cup 2003
Der 31. America’s Cup wurde im neuseeländischen Hauraki Gulf im Jahr 2003 ausgetragen. Sieger war das Schweizer Team Alinghi gegen den Cupverteidiger Team New Zealand, damit ging der Cup erstmals in der 152-jährigen Geschichte des America’s Cup an ein europäisches Team.
Für diesen Cup war geplant, mit dem Düsseldorfer Yachtclub und der Illbruck erstmals ein deutsches Herausforderer-Syndikat in das Rennen zu schicken. Aufgrund von Finanzierungsproblemen wurde das Boot nicht fertiggestellt und man konnte letztlich nicht antreten. Michael Illbruck hat dieses Boot (GER 68) jedoch zu Trainingszwecken an das neuseeländische Team „Emirates Team New Zealand“, den Herausforderer von Alinghi im America’s Cup 2007, verliehen. Ende 2006 hat Michael Illbruck das Boot segelfertig von den Neuseeländern zurückbekommen.

### Der 32. America’s Cup 2007
Der 32. America’s Cup wurde 2007 vor der Küste Valencias (Spanien) ausgetragen, da die Schweiz ein Binnenland ist und daher die Austragung dort nicht möglich ist. Das war nach der Ursprungs-Regatta vor der Isle of Wight das erste Mal, dass der Cup in Europa stattfand. Für diesen Cup wurde erstmals auch ein deutsches Boot angemeldet. Am 29. April 2005 meldete sich das United Internet Team Germany (Steuermann: Jesper Bank) an. Insgesamt traten 2007 12 Teams aus 9 Ländern als Herausforderer der Alinghi an. Das Finale fand wie schon beim letzten Cup zwischen dem Schweizer Team Alinghi und dem Herausforderer Team New Zealand statt. Der Titelverteidiger Alinghi siegte mit 5:2.

### Der 33. America’s Cup 2010
Der spanische Club „Nautico Español de Vela“ gab die erste Herausforderung an den Alinghi-Club Société Nautique de Genève ab, wurde aber vor Gericht disqualifiziert, da er kein jährliches Rennen auf dem Meer veranstaltete und damit nicht den Bestimmungen der Stiftungsurkunde entsprach. Der Golden Gate Yacht Club, vertreten durch BMW Oracle Racing, wurde neuer Herausforderer („Challenger of Record“), der mit dem Verteidiger Alinghi die Regeln für die nächste Ausgabe bestimmen sollte.
Da sich beide Vereine nicht auf ein Regelwerk einigen konnten, galt die Stiftungsurkunde. Vor Gericht wurde entschieden, dass der 33. America’s Cup ab dem 8. Februar 2010 vor Valencia startet. Es durften nur die SNG und GGYC teilnehmen, die Regeln waren nur durch die Stiftungsurkunde begrenzt, die maximal 90 Fuß lange Boote vorschrieb. Der Cup wurde gemäß der Stiftungsurkunde nach dem Modus „Best of three“ ausgetragen.
BMW Oracle Racing trat mit einem Trimaran (Dreirumpfboot) und verstellbaren Flügeln anstelle Segeln an und konnte so die ersten beiden Rennen für sich entscheiden und gewann somit den America’s Cup.

### Der 34. America’s Cup 2013

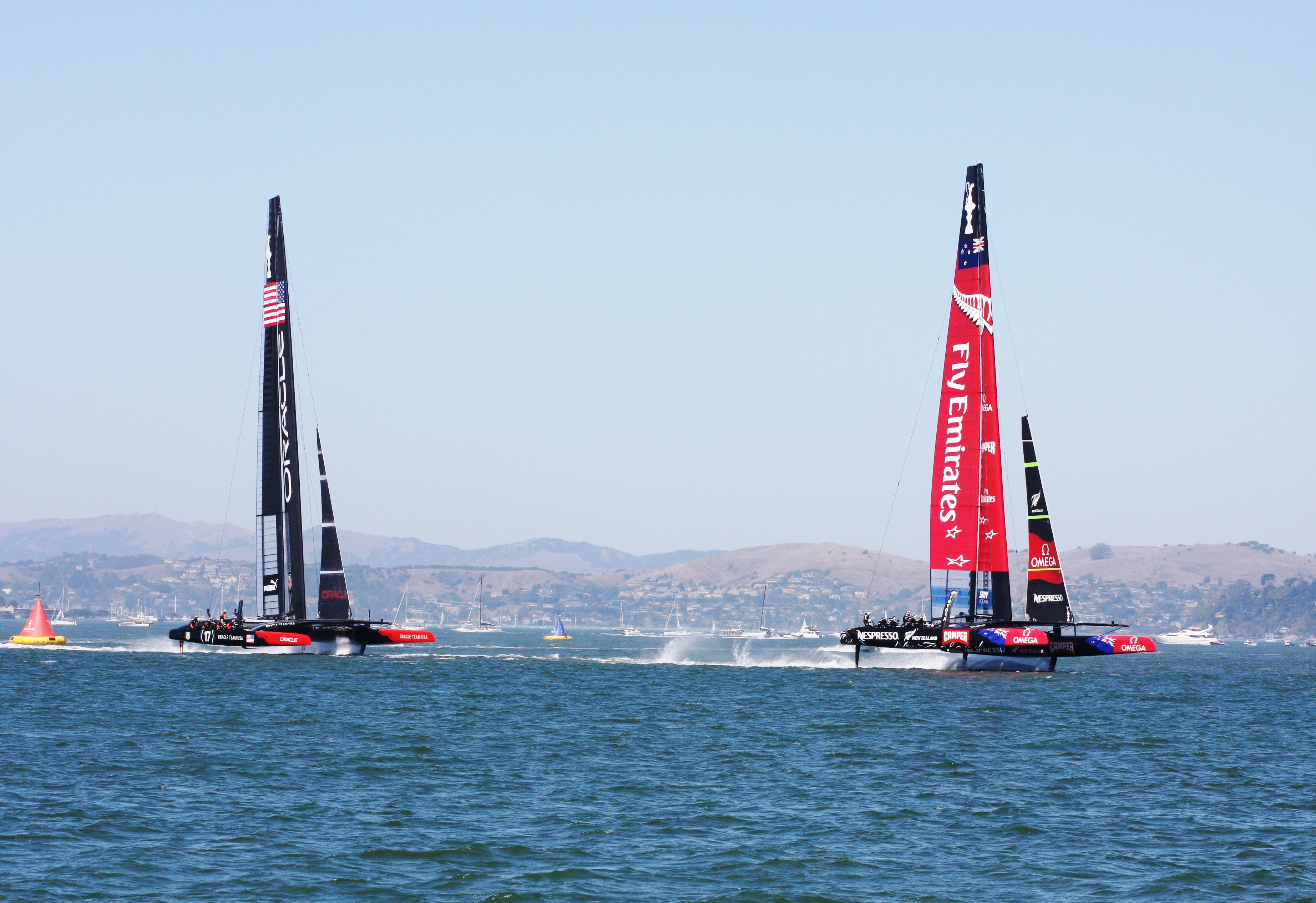
2013 America’s Cup Boote der AC 72 Klasse mit sichtbaren Foils

Der 34. America’s Cup wurde vom Golden Gate Yacht Club mit dem Challenger of Record organisiert. Mascalzone Latino war mit dem Club Nautico di Roma der neue Challenger of Record.
Oracle Racing und Team Mascalzone Latino strebten zunächst eine Neugestaltung des Cups an. Der Eigner von Mascalzone Latino gab am 12. Mai 2011 jedoch die Aufgabe des America’s-Cup-Engagements bekannt. Team Alinghi verzichtete ebenfalls auf eine Teilnahme, da Eigner Ernesto Bertarelli nicht mit den Regeln des 33. und des 34. America’s Cup einverstanden war.
Die Regatta fand 2013 in San Francisco statt. Bis Mitte Mai 2011 hatten sich neben dem Titelverteidiger sieben weitere Teams gemeldet:
Der neue „Challenger of Record“ Kungliga Svenska Segelsällskapet (Artemis Racing) um Torbjörn Törnqvist und Paul Cayard, der Aleph Yacht Club mit Skipper Bertrand Pacé, Meĭ Fań Yacht Club (Team China), „Emirates Team New Zealand“ mit der Yacht Aotearoa, der Yacht Club de France (Team Energy), Real Club Nautico de Valencia (Green Comm Racing) und Sail Korea Yacht Club (Team Korea).
Gesegelt wurde mit Yachten der Klasse „AC 72“. Diese Katamarane haben eine Rumpflänge von 22 Metern und eine Breite von 4,3 Metern. Das von 11 Seglern gefahrene Boot hat ein starres Flügelsegel von 40 Meter Höhe und eine Flügelfläche von 230 bis 260 m². Bei ausreichend Geschwindigkeit heben bei diesem Tragflächenboot unter Wasser angebrachte Tragflügel die Rümpfe aus dem Wasser. Diese auf Englisch Hydrofoils oder kurz Foils genannten Tragflügel verringern den Strömungswiderstand des Bootes deutlich und wurden 2013 das erste Jahr verwendet.
Vorregatten wurden ab 2011 mit den kleineren Yachten der Klasse „AC 45“ gesegelt.
Die World Series nutzt AC 45-Katamarane, ein One-Design-Flügelsegelkatamaran, speziell für die Veranstaltung von Oracle Racing entworfen. Der AC 45 wurde als eine kleinere Version der größeren AC 72-Klasse konzipiert, die für den 2013-America's Cup eingesetzt wurde. Im Jahr 2015 wurde die Klasse AC 45F modifiziert, um mittels Hydrofoiling-Fähigkeit für die Boote eine verbesserte Leistung zu erreichen. Spitzengeschwindigkeiten von 37 kn werden erreicht.
Der AC45 hat die folgenden Spezifikationen:
- Aufbau: Wabenkern, Kohlefaserdopplung Sandwich
- Länge: 13,45 m (44,1 ft)
- Breite: 6,90 m (22,6 ft)
- Gewicht: 1,290–1,320 kg (2,840–2,910 lb)
- maximalen Tiefgang: 2,7 m (8 ft 10 in)
- Luftzug: 21,5 m (71 ft) ohne Verlängerung, 25,5 m (84 ft) mit Verlängerung
- Flügel: 20 m (66 ft) 83,5 m² (899 sq ft) Flügelelement mit drei geschlitzten Klappen
- Verlängerung: 4 m (13 ft) hoch, 8,7 m² (94 sq ft) Fläche
- Fock-Fläche: 48 m² (520 sq ft), durch Segelmacherei von Team Wahl zur Verfügung gestellt (2011–2013 Serie), zur Verfügung gestellt von North Sails (2015–2016 Serie)
- Gennaker-Fläche: 125 m² (1.350 sq ft), durch Segelmacherei von Team Wahl zur Verfügung gestellt (2011–2013 Serie), zur Verfügung gestellt von North Sails (2015–2016 Serie)
- Bauherren: Kern Builders (NZ), TP Cookson (NZ)
- Crew: 5 + 1 Gast
- Daggerboards: zwei herkömmliche Seitenschwerter (2011–2013 Serie) mit rechten L-Typ-Aufzügen (2015–2016 Serie)
- Ruder: zwei ausgeglichene Spatenruder (2011–2013 Serie) mit T-Typ horizontalen Stabilisatoren (2015–2016 Serie)

Am 9. Mai 2013 kenterte beim Training in der San Francisco Bay der schwedische Katamaran Artemis, wobei der vordere Querträger brach und das Boot zusammenklappte. Dabei wurde Andrew Simpson aus dem internationalen Team der Briten unter Wasser gedrückt und ertrank. Sechs Monate zuvor, im Oktober 2012, war bei 25 kn Wind während eines Abfallmanövers das Boot von Oracle über den Bug gekentert und später durch Strömung und Wellen stark beschädigt worden. Der Flügel wurde nahezu vollständig zerstört, die Mannschaft konnte sich ins Wasser retten. In der Folge des Artemis-Unfalls hatte das Management des 34. America’s Cup diverse Maßnahmen zur Verbesserung der Sicherheit vorgeschlagen, unter anderem die vorgesehene Obergrenze des Windes von 33 (Windstärke 7) auf 23 Knoten (Windstärke 6) zu senken.
Am 25. September gewann das Oracle Team USA den 34. America’s Cup im 19. Rennen mit 9:8 gegen die neuseeländische Aotearoa, nachdem es zuvor mit 1:8 im Rückstand gelegen war. Das Team hatte dazu 11 Rennen gewinnen müssen, um eine wegen Regelverletzungen verhängte Strafe von zwei Strafpunkten auszugleichen.
| gewonnene Läufe in Grün                           |
| (P) abgesagte oder (A) abgebrochene Rennen in Rot |

| Rennen | Datum              | PDT    | Oracle Team USA | Aotearoa von Team New Zealand | Delta | Stand              | Stand      |
| ------ | ------------------ | ------ | --------------- | ----------------------------- | ----- | ------------------ | ---------- |
| Rennen | Datum              | PDT    | Oracle Team USA | Aotearoa von Team New Zealand | Delta | Vereinigte Staaten | Neuseeland |
| 1      | 7. September 2013  | 1:15pm | 24:06           | 23:30                         | 00:36 | 0                  | 1          |
| 2      | 7. September 2013  | 2:15pm | 23:38           | 22:46                         | 00:52 | 0                  | 2          |
| 3      | 8. September 2013  | 1:15pm | 25:28           | 25:00                         | 00:28 | 0                  | 3          |
| 4      | 8. September 2013  | 2:15pm | 22:42           | 22:50                         | 00:08 | 01                 | 3          |
| 5      | 10. September 2013 | 1:15pm | 23:50           | 22:45                         | 01:05 | 0                  | 4          |
| P2     | 10. September 2013 | 2:15pm | abgesagt        | —                             | —     | 0                  | 4          |
| 6      | 12. September 2013 | 1:15pm | 32:26           | 31:39                         | 00:47 | 0                  | 5          |
| 7      | 12. September 2013 | 2:15pm | 25:54           | 24:48                         | 01:06 | 0                  | 6          |
| 8      | 14. September 2013 | 1:15pm | 23:09           | 24:01                         | 00:52 | 01                 | 6          |
| A3     | 14. September 2013 | 2:15pm | —               | —                             | —     | 0                  | 6          |
| 9      | 15. September 2013 | 1:15pm | 21:53           | 22:40                         | 00:47 | 1                  | 6          |
| 10     | 15. September 2013 | 2:15pm | 22:17           | 22:00                         | 00:17 | 1                  | 7          |
| P4     | 17. September 2013 | 1:15pm | —               | —                             | —     | 1                  | 7          |
| P4     | 17. September 2013 | 2:15pm | —               | —                             | —     | 1                  | 7          |
| 11     | 18. September 2013 | 1:15pm | 23:56           | 23:41                         | 00:15 | 1                  | 8          |
| P4     | 18. September 2013 | 2:15pm | —               | —                             | —     | 1                  | 8          |
| 12     | 19. September 2013 | 1:15pm | 23:49           | 24:20                         | 00:31 | 2                  | 8          |
| P4     | 19. September 2013 | 2:15pm | —               | —                             | —     | 2                  | 8          |
| A5     | 20. September 2013 | 1:20pm | —               | —                             | —     | 2                  | 8          |
| 13     | 20. September 2013 | 2:33pm | 27:20           | 28:44                         | 01:24 | 3                  | 8          |
| P4     | 21. September 2013 | 1:15pm | —               | —                             | —     | 3                  | 8          |
| P4     | 21. September 2013 | 2:15pm | —               | —                             | —     | 3                  | 8          |
| 14     | 22. September 2013 | 1:15pm | 33:47           | 34:10                         | 00:23 | 4                  | 8          |
| 15     | 22. September 2013 | 2:22pm | 27:34           | 28:11                         | 00:37 | 5                  | 8          |
| 16     | 23. September 2013 | 1:45pm | 30:43           | 31:16                         | 00:33 | 6                  | 8          |
| P6     | 23. September 2013 | 2:15pm | —               | —                             | —     | 6                  | 8          |
| 17     | 24. September 2013 | 1:15pm | 24:04           | 24:31                         | 00:27 | 7                  | 8          |
| 18     | 24. September 2013 | 2:15pm | 22:01           | 22:55                         | 00:54 | 8                  | 8          |
| 19     | 25. September 2013 | 1:15pm | 23:24           | 24:08                         | 00:44 | 9                  | 8          |

1 Die US-Siege in den Rennen 4 und 8 erzielten aufgrund der Bestrafung durch die Jury keine Punkte.

2 Die US-Mannschaft nahm nach Rennen 5 eine Auszeit.

3 Das zweite Rennen am 14. September wurde wegen Überschreitung der zulässigen Windgeschwindigkeit abgebrochen. Aotearoa lag zu diesem Zeitpunkt in Führung.

4 Absagen wegen Überschreitens der zulässigen Windgeschwindigkeit.

5 Rennabbruch wegen Überschreitens des 40-Min.-Zeitlimits. Aotearoa lag in Führung.

6 Absage des 2. Rennens aufgrund Zeitablaufs.

### Der 35. America’s Cup 2017
Nach Abschluss des 34. Cups akzeptierte der Golden Gate Yacht Club (USA) die Herausforderung des Hamilton Island Yacht Club (Australien) um den Multimillionär Bob Oatley als Repräsentant für den 35. America’s Cup. Der Hamilton Island Yacht Club zog seine Teilnahme aus Kostengründen im Juli 2014 zurück. Die Regatten fanden daraufhin vom 26. Mai bis 26. Juni im Großen Sund der Bermuda-Inseln statt. Neben dem Titelverteidiger „Oracle Team USA“ (Golden Gate Yacht Club, USA) mit der Yacht 17, nahmen Artemis Racing aus Schweden (Kungliga Svenska Segelsällskapet) mit dem Boot Mighty Blue, „Land Rover BAR“ (Royal Yacht Squadron, Großbritannien) mit dem Katamaran Rita, „Emirates Team New Zealand“ (Royal New Zealand Yacht Squadron) mit Aotearoa, „SoftBank Team Japan“ (Kansai Yacht Club, Japan) und „Team France“ (Yacht Club de France) mit Groupama teil.

#### Bootstyp

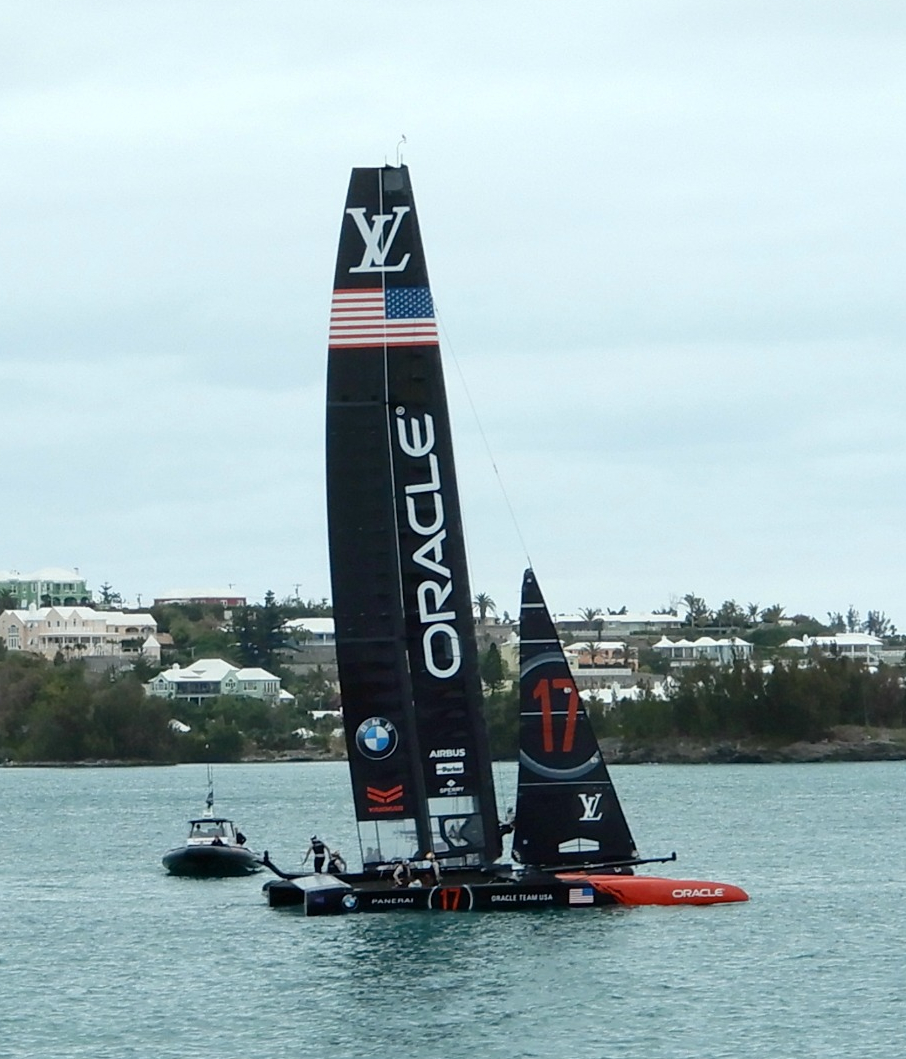
AC50 des Verteidigers im Mai 2017 beim Training zum Louis Vuitton Cup

Jedem Team war nur der Bau eines Katamarans vom Typ AC50 erlaubt, wobei die Zahl 50 die ungefähre Bootslänge in Fuß angibt, in diesem Fall 15 m (49ft 3in) Länge über alles (AC steht für America’s Cup). Jeder Katamaran besitzt zwei Bootsrümpfe, die jeweils über ein etwa auf Masthöhe liegendes Schwert (eng. daggerboard), das im unteren Teil als L-förmige Wassertragfläche (eng. hydrofoil, kurz foil) ausgebildet ist, und ein am Heck befindliches Ruder verfügen. Den Hauptanteil des Vortriebs liefert der knapp 23 m hohe Antriebsflügel (eng. wing), der einer halben Flugzeugtragfläche gleicht. Das Schwert kann in der Höhe verstellt und in festgelegten Grenzen um zwei Achsen, eine in Längsrichtung des Rumpfes und eine zweite, horizontal quergerichtete Achse (eng. rake axis), gedreht werden. Das Ruder ist nicht höhenverstellbar und kann sowohl um eine vertikale Achse (Steuerung der Fahrtrichtung) als auch in engen Grenzen um eine horizontale Achse (rake axis) gedreht werden. Das Ruder (eng. rudder) gleicht einem umgekehrten T; der T-förmige Teil (eng. rudder wing) liefert beim sogenannten Foiling eine nach unten gerichtete Kraft, die das vom Antriebsflügel erzeugte Kippmoment nach vorne aufhebt. Die Wassertragflächen heben beim Foiling die Rümpfe des Katamarans aus dem Wasser. Dabei sind das Leeschwert und beide Ruder im Wasser, während das Luvschwert heraufgezogen ist und über dem Wasser schwebt. Durch die Reduzierung des Wasserwiderstands und den verstellbaren Antriebsflügel, der das herkömmliche Großsegel ersetzt, erreichen die Boote hohe Geschwindigkeiten von über 40 Knoten (= 74 km/h). Jede Mannschaft besitzt zwei Sätze von Schwertern, einen für hohe und einen für niedrige Windgeschwindigkeiten. Die Steuerung der Schwerter und Ruder erfolgt rein hydraulisch. Für das Foiling müssen die Schwerter und Ruder aktiv gesteuert werden. Die Boote sind in dieser Hinsicht nicht eigenstabil. Die zum Betrieb der Steuersysteme notwendige Hydraulikleistung wird von der Crew mechanisch erzeugt. Elektrische Speichersysteme sind verboten. Die meisten Boote benutzen dazu Handkurbeln (sog. Grinder), das siegreiche Boot der Neuseeländer jedoch Standfahrräder, ähnlich einem Fahrradergometer. Die neuseeländische Mannschaft setzte u. a. einen Radsportler, Simon van Velthooven, ein. Pedalantrieb verspricht neben aerodynamischen Vorteilen eine um 30 % höhere Hydraulikleistung. Zudem können die Crewmitglieder auch Trimmaufgaben erfüllen, weil sie die Hände frei haben.

#### Qualifikation
Der Regattaablauf war ungewöhnlich, da an der Qualifikationsrunde, in der die Boote paarweise gegeneinander antreten, auch der Cup-Verteidiger teilnehmen durfte, obwohl er bereits für das Finale qualifiziert war. Er konnte dadurch nicht nur sein Boot vervollkommnen und die Gegner studieren; er nahm auch den Wettbewerbern Punkte weg und beeinflusste so den Auswahlprozess des finalen Herausforderers. Zudem hatte das US-Boot im Finale einen Siegpunkt Vorsprung, da es am Ende der Qualifikationsrunde vor dem späteren, finalen Herausforderer lag. Die besten vier Herausforderer der Qualifikationsrunde ermittelten dann in Viertel- und Halbfinalregatten den finalen Herausforderer.
Team France schied in der Qualifikationsrunde aus. Der US-amerikanische Verteidiger gewann die Qualifikationsrunde und sicherte sich dadurch den Punkt Vorsprung für das Finale. Dem neuseeländischen Team gelang es in der Qualifikationsrunde zum ersten Mal in der Geschichte des America’s Cup, das Boot in einer Wettfahrt vollständig auf den Tragflächen zu halten und 100 % sog. Fly Time zu erreichen. Neuseeland wurde Zweiter der Qualifikationsrunde und hatte deshalb das Recht, seinen Gegner für die erste K.-o.-Runde zu wählen. Man wählte das britische Team, und so standen sich vom 4. bis 12. Juni Emirates Team New Zealand und Land Rover BAR sowie Artemis Racing und SoftBank Team Japan gegenüber.
Neuseeland, das im vierten Rennen der ersten K.-o.-Runde in der Vorstartphase spektakulär gekentert war, gewann die Ausscheidung gegen das britische Team mit 5:2. Das japanische Boot unterlag dem schwedischen Teilnehmer 3:5.
In der zweiten K.-o.-Runde trafen so die Aotearoa aus Neuseeland und die Blue Magic aus Schweden aufeinander. Pro Regattatag wurden maximal drei Wettfahrten durchgeführt. Am ersten Tag ging nach einem souveränen neuseeländischen Erfolg und einem knappen Sieg der Schweden im dritten Rennen wieder Neuseeland als Sieger hervor, nachdem Schwedens Skipper Nathan Outteridge bei einem Manöver durch die Fliehkräfte weggerutscht und über Bord gegangen war. Der 31-Jährige wurde von einem Begleitboot aus dem Wasser geholt; sein Boot gab dieses Rennen dann auf. In böigen Winden bis zu 15 Knoten dominierten die Schweden das Rennen 4 am zweiten Tag. Wettfahrt 5 brachte leichte Winde um 10 Knoten, mit denen die Aotearoa deutlich besser zurechtkam; die Neuseeländer hatten phasenweise mehr als 600 Meter Vorsprung. Die Schweden beendeten dieses Rennen aufgrund technischer Probleme nicht, um bis zum Start von Rennen 6 möglichst viel Zeit für Reparaturen zur Verfügung haben. Bessere Wendemanöver und höhere Geschwindigkeit sicherten der neuseeländischen Yacht mit nur einer Sekunde Vorsprung den Sieg in diesem engen Rennen und einen 4:2 Vorsprung. Im siebten Lauf war es regnerisch bei leichten Windbedingungen. Die Schweden mussten wegen Frühstarts eine Strafe akzeptieren. Eine Winddrehung ließ sie noch weiter zurückfallen; jedoch gelang es ihnen, bei sehr leichten Bedingungen länger auf den Tragflügeln zu bleiben und wieder heranzukommen. Das Rennen wurde dann aber wegen Flaute abgebrochen. Nach erneutem Start gewann Team New Zealand den nötigen fünften Punkt, der die Aotearoa ins Finale gegen den US-Verteidiger 17 brachte.

#### Finale
Im Finale waren sieben Siegpunkte nötig. Nach den Regeln startete die Aotearoa mit −1 Punkt, da sie in der Qualifikationsrunde hinter der amerikanischen 17 gelegen war. Die Verteidiger hätten zum Cup-Gewinn also nur sieben Wettfahrten gewinnen müssen, die Neuseeländer benötigten acht Siege. Die an zwei aufeinander folgenden Tagen durchgeführten ersten vier Rennen gewann der Katamaran aus Neuseeland. In drehenden und böigen östlichen Winden um neun bis zwölf Knoten konnte die amerikanische 17 nicht mit der neuseeländischen Aotearoa mithalten, die in den ersten drei Wettfahrten durchschnittlich um 1–2 kn und in der vierten Wettfahrt einen guten halben Knoten schneller war. Dem Cup-Verteidiger blieben fünf Tage Zeit, dieses Geschwindigkeitsdefizit bis zu den nächsten vier Wettfahrten aufzuholen. In Wettfahrt 6 holten die US-Amerikaner dann mit 11 Sekunden Vorsprung den ersten Punkt, verloren dann aber am nächsten Tag wieder beide Rennen deutlich, wobei Jimmy Spithill erneut eine Reihe für ihn ungewöhnliche Fehler beging. Tendenziell konnte die Mannschaft der Aotearoa Wettläufe, in denen die 17 den Start gewann, offen gestalten, wohingegen das US-Boot relativ deutlich verlor, wenn es schon beim Start hinten lag. Nach den ersten vier Finaltagen lagen die Herausforderer mit 6:1 vorne. Am 26. Juni 2017 gewannen die Neuseeländer die 9. Regatta trotz verlorenem Start deutlich und sicherten sich mit 7:1 die Gesamtwertung.

### Der 36. America’s Cup 2021
Der neuseeländische Klub Royal New Zealand Yacht Squadron musste den Cup verteidigen. Prada-Boss Patrizio Bertelli hatte mitgeteilt, dass er mit seinem Team Luna Rossa der erste Herausforderer der Kiwis für den nächsten Cup sei. Damit übernimmt er die Rolle des formellen Herausforderers, des sog. Challenger of Record. Dieser handelt mit dem Verteidiger die Regeln der nächsten Regatta und der Ausscheidungswettbewerbe aus. Insbesondere ist die Bootsklasse festzulegen.
Als Boote wurden keine Katamarane, sondern wieder Einrumpf-Yachten eingesetzt. Sie sind mit 75 Fuß Länge auch deutlich größer als die bei der letzten Austragung eingesetzten Katamarane. Sie sind damit nur drei Meter kürzer als die zwischen 1992 und 2007 eingesetzten Boote. Die Yachten dürfen laut AC75-Klassenregel Tragflächen verwenden. Die Besatzung beträgt 10 bis 12 Mann. Die Rückkehr zu den früher durchgängig verwendeten Einrumpfbooten war möglich, weil Neuseeland sich vor dem letzten Cup als einziges Team nicht verpflichtet hatte, im Siegesfall an Katamaranen festzuhalten. Diese Hinwendung zu den Einrumpfyachten war eine Bedingung der Italiener gewesen, als sie nach dem eigenen Ausstieg aus dem 35. America’s Cup die Neuseeländer im Kampf um den Sieg erfolgreich unterstützt hatten. Jeder Teilnehmer darf zwei Yachten bauen; Testfahrten zwischen den beiden Booten sind allerdings nicht erlaubt, ebenso Schlepptank-Versuche. “Fahrradfahrer” anstelle von Grindern sind nicht verboten.
Neuseeland hatte sich als einziger Teilnehmer der 35. Austragung auch nicht darauf festgelegt, den Wettbewerb zukünftig alle zwei Jahre auszutragen. Die Regatten zum 36. America’s Cup fanden vom 6.–15. März 2021 vor Auckland statt, wodurch etwa vier Jahre Entwicklungszeit für neue Yachten zur Verfügung standen. Vom 17.–20. Dezember 2020 fanden in Neuseeland Vorregatten zum America’s Cup statt, an denen auch der Titelverteidiger teilnahm. Diese Wettfahrten waren der PRADA America’s Cup World Series Auckland und das PRADA Christmas Race. Danach folgten vom 15. Januar bis zum 22. Februar 2021 der Prada Cup, der den Herausforderer (englisch challenger) um den 36. AC bestimmte. Das Team Luna Rossa Prada Pirelli aus Italien gewann am 21. Februar 2021 im achten Rennen mit 7:1 gegen das Team Ineos Team UK aus Großbritannien den Prada Cup und segelte daher als Herausforderer im 36. America’s Cup gegen das neuseeländische Team Emirates Team New Zealand.
20 Prozent der Crew mussten einen Pass des Landes oder ihren Hauptwohnsitz bzw. Lebensmittelpunkt in dem Land haben, für das die Mannschaft startet. Diese Nationalitätenregel wird als Nachteil für Herausforderer eingestuft, da in der Vergangenheit nur Neuseeland in der Lage war, ein weitgehend aus Landsleuten bestehendes Team aufzubieten, und z. B. das US-Team bislang eine Besatzung um den australischen Skipper Jimmy Spithill und unter Führung des Neuseeländers Sir Russell Coutts einsetzte. Auch für andere Crews waren zuletzt ausländische Sportler mit am Start.
Da die Entwicklung eines neuen Bootstyps, der Bau von zwei Booten pro Team, die Nationalitätsanforderung und größerer Crews, sowie lange Aufenthalte im fernen Neuseeland kostentreibend sind, rechneten die verteidigenden Neuseeländer mit nicht mehr als acht Teams.
Am 17. März 2021 gewann das Emirates Team New Zealand mit 7:3 Siegen der Wettfahrten das Finale des 36. America’s Cup.

### Der 37. America’s Cup 2024
Im Jahr 2024 wurden die Rennen um den Cup im Mittelmeer vor Barcelona ausgetragen. Die neuseeländische Regierung hatte sich darum bemüht, den Wettbewerb – wie bereits bei 33 von 36 der bisherigen Austragungen – im Land des Verteidigers, stattfinden zu lassen, also in Neuseeland. Doch dann stach ein Konsortium, das den America’s Cup 2024 nach Barcelona holen wollte, Neuseeland mit einem lukrativeren Angebot aus. Schon der Louis Vuitton Cup 2024 als Ausscheidungswettkampf um den Platz des Herausforderers wurde vom 29. August bis zum 7. Oktober vor Barcelona durchgeführt. Im Finale des Louis Vuitton Cups gewann das Team Ineos Britannia aus Großbritannien mit 7:4 Rennen gegen das Team Luna Rossa aus Italien. Am 19. Oktober 2024 gewann das Emirates Team New Zealand mit 7:2 Siegen der Wettfahrten das Finale des 37. America’s Cup gegen Ineos Britannia.

## Pokal

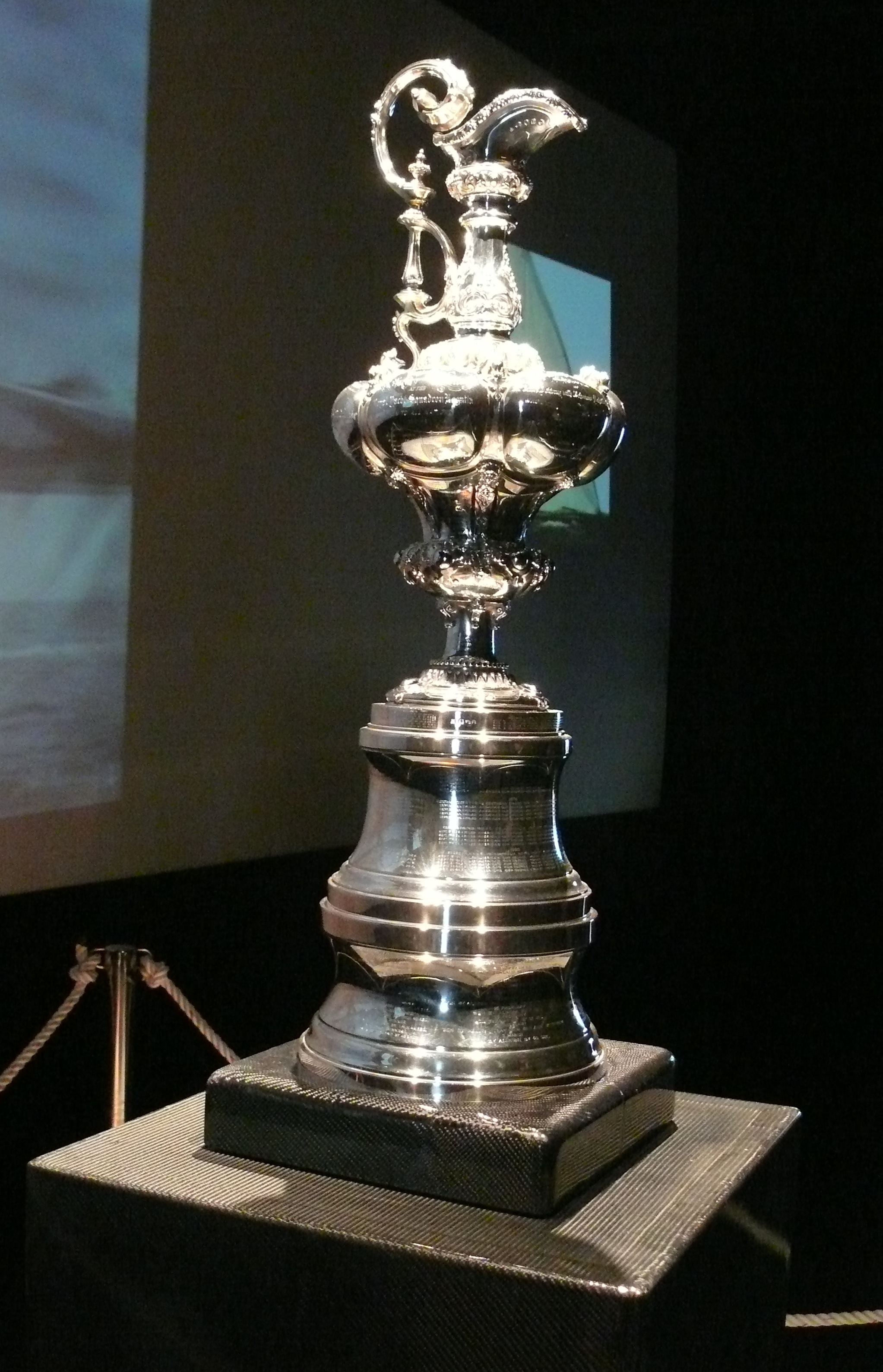
Siegestrophäe: Der „Auld Mug“

Der Pokal ist eine 67,6 cm [26-5/8 Inch (= Zoll)] hohe Kanne aus 134 Unzen versilbertem Britanniametall (hochlegiertes Zinn). Der Pokal wurde 1848 vom Londoner Juwelier R. & G. Garrard für den damaligen Preis von 100 Sovereigns (100 Pfund Sterling) hergestellt. Lord Anglesey stiftete während der Regentschaft von Königin Victoria dem Yachtclub Royal Yacht Squadron (RYS) den Pokal und nannte ihn nach dem Kaufpreis One Hundred Sovereigns Cup (nicht wie mitunter fälschlich zitiert „100 Guineas Cup“).
Er trägt den Spitznamen the auld mug (auf Deutsch in etwa der alte Becher). Der Pokal hat keinen Boden. 1958 montierte man einen 17,8 cm (7 Inch) hohen Sockel darunter, um weitere Gewinner eingravieren zu können. Bis zum erstmaligen Gewinn des Pokals durch die Yacht Australia II im Jahr 1983 war der Pokal in einer Vitrine des New York Yacht Club festgeschraubt, der den AC seit 1870 veranstaltet. Für die Skipper der US-amerikanischen Verteidiger-Yachten (defender) galt die unausgesprochene Maxime, sie müssten bei einer Niederlage die bodenlose Kanne durch ihren Kopf ersetzen.
Von 2003 bis 2010 war der Pokal in einer Vitrine im Clubhaus der Société Nautique de Genève ausgestellt, wurde aber zu bestimmten Anlässen auch an anderer Stelle präsentiert.

## Ergebnisse
Der jeweilige America’s-Cup-Gewinner ist fett markiert.
| Cup-No. | Jahr | Titelverteidiger (defender)            | Club                             | Herausforderer (challenger)     | Club                             | Ergebnis |
| ------- | ---- | -------------------------------------- | -------------------------------- | ------------------------------- | -------------------------------- | -------- |
|         | 1851 | Aurora, Arrow, Alarm und andere        | Royal Yacht Squadron             | America                         | New York Yacht Club              | 0:1      |
| 01      | 1870 | Magic                                  | New York Yacht Club              | Cambria                         | Royal Thames Yacht Club          | 1:0      |
| 02      | 1871 | Columbia und Sappho                    | New York Yacht Club              | Livonia                         | Royal Harwich Yacht Club         | 4:1      |
| 03      | 1876 | Madleine                               | New York Yacht Club              | Countess of Dufferin            | Royal Canadian Yacht Club        | 2:0      |
| 04      | 1881 | Mischief                               | New York Yacht Club              | Atalanta                        | Bay of Quinte Yacht Club         | 2:0      |
| 05      | 1885 | Puritan                                | New York Yacht Club              | Genesta                         | Royal Yacht Squadron             | 2:0      |
| 06      | 1886 | Mayflower                              | New York Yacht Club              | Galatea                         | Royal Northern Yacht Club        | 2:0      |
| 07      | 1887 | Volunteer                              | New York Yacht Club              | Thistle                         | Royal Clyde Yacht Club           | 2:0      |
| 08      | 1893 | Vigilant                               | New York Yacht Club              | Valkyrie II                     | Royal Yacht Squadron             | 3:0      |
| 09      | 1895 | Defender                               | New York Yacht Club              | Valkyrie III                    | Royal Yacht Squadron             | 3:0      |
| 10      | 1899 | Columbia                               | New York Yacht Club              | Shamrock                        | Royal Ulster Yacht Club          | 3:0      |
| 11      | 1901 | Columbia                               | New York Yacht Club              | Shamrock II                     | Royal Ulster Yacht Club          | 3:0      |
| 12      | 1903 | Reliance                               | New York Yacht Club              | Shamrock III                    | Royal Ulster Yacht Club          | 3:0      |
| 13      | 1920 | Resolute                               | New York Yacht Club              | Shamrock IV                     | Royal Ulster Yacht Club          | 3:2      |
| 14      | 1930 | Enterprise                             | New York Yacht Club              | Shamrock V                      | Royal Ulster Yacht Club          | 4:0      |
| 15      | 1934 | Rainbow                                | New York Yacht Club              | Endeavour                       | Royal Yacht Squadron             | 4:2      |
| 16      | 1937 | Ranger                                 | New York Yacht Club              | Endeavour II                    | Royal Yacht Squadron             | 4:0      |
| 17      | 1958 | Columbia                               | New York Yacht Club              | Sceptre                         | Royal Yacht Squadron             | 4:0      |
| 18      | 1962 | Weatherly                              | New York Yacht Club              | Gretel                          | Royal Sydney Yacht Squadron      | 4:1      |
| 19      | 1964 | Constellation                          | New York Yacht Club              | Sovereign                       | Royal Thames Yacht Club          | 4:0      |
| 20      | 1967 | Intrepid                               | New York Yacht Club              | Dame Pattie                     | Royal Sydney Yacht Squadron      | 4:0      |
| 21      | 1970 | Intrepid                               | New York Yacht Club              | Gretel II                       | Royal Sydney Yacht Squadron      | 4:1      |
| 22      | 1974 | Courageous                             | New York Yacht Club              | Southern Cross                  | Royal Perth Yacht Club           | 4:0      |
| 23      | 1977 | Courageous                             | New York Yacht Club              | Australia                       | Sun City Yacht Club              | 4:0      |
| 24      | 1980 | Freedom                                | New York Yacht Club              | Australia                       | Royal Perth Yacht Club           | 4:1      |
| 25      | 1983 | Liberty                                | New York Yacht Club              | Australia II                    | Royal Perth Yacht Club           | 3:4      |
| 26      | 1987 | Kookaburra III                         | Royal Perth Yacht Club           | Stars & Stripes                 | San Diego Yacht Club             | 0:4      |
| 27      | 1988 | Stars & Stripes                        | San Diego Yacht Club             | New Zealand                     | Mercury Bay Boating Club         | 2:0      |
| 28      | 1992 | America3                               | San Diego Yacht Club             | Il Moro di Venezia              | Compagnia della Vela             | 4:1      |
| 29      | 1995 | Young America                          | San Diego Yacht Club             | Black Magic                     | Royal New Zealand Yacht Squadron | 0:5      |
| 30      | 2000 | New Zealand                            | Royal New Zealand Yacht Squadron | Luna Rossa                      | Yacht Club Punta Ala             | 5:0      |
| 31      | 2003 | Team New Zealand                       | Royal New Zealand Yacht Squadron | Alinghi                         | Société Nautique de Genève       | 0:5      |
| 32      | 2007 | Alinghi                                | Société Nautique de Genève       | Emirates Team New Zealand       | Royal New Zealand Yacht Squadron | 5:2      |
| 33      | 2010 | Alinghi 5                              | Société Nautique de Genève       | USA 17                          | Golden Gate Yacht Club           | 0:2      |
| 34      | 2013 | 17                                     | Golden Gate Yacht Club           | Aotearoa                        | Royal New Zealand Yacht Squadron | 09:8 1   |
| 35      | 2017 | 17                                     | Golden Gate Yacht Club           | Aotearoa                        | Royal New Zealand Yacht Squadron | 01:7 2   |
| 36      | 2021 | Te Rehutai – Emirates Team New Zealand | Royal New Zealand Yacht Squadron | Luna Rossa – Prada Pirelli Team | Circolo della Vela Sicilia       | 7:3      |
| 37      | 2024 | Taihoro – Emirates Team New Zealand    | Royal New Zealand Yacht Squadron | Ineos Britannia                 | Royal Yacht Squadron             | 7:2      |

## Unfälle und Sicherheitsmaßnahmen
Bei einem Trainingsunfall im Mai 2013 ertrank Andrew Simpson unter dem gekenterten Boot von Schwedens Artemis Racing.
Besatzungen dürfen seither nur noch mit Helmen, Schwimmwesten, Notmessern und Minibeatmungsgeräten auf das Wasser. Beim Vorbereitungstraining im Mai 2017 vor Bermuda gab es Überschläge und Kollisionen.

## Regelwerk, Schiedsgericht
Das Arbitration Panel, in dem jeweils fünf internationale, ehemalige Richter sitzen, ist als Schiedsgericht die höchste Instanz bei Streitigkeiten zwischen den Teams. Daneben gibt es Sportgerichte der Verbände die andere Rennen veranstalten, die von den Teams bei diesen Rennen angerufen werden können und wurden, um Streitigkeiten zu klären, die auch für den AC relevant sind (vgl. Dennis Conner).